# Nabolag
Nabolaget er en upræcis betegnelse for det lokale område, man bor i. Ordet 'nabolag' bruges især inden for større byer, hvor det henviser til ens eget kvarter. Hvis man derimod bor i en landsby, vil man ofte ikke skelne imellem denne og nabolaget.

## Boskabsrelationer inden for nabolaget
1. Nabo: En nabo er én, der bor ved siden af én selv (både til højre og venstre), dog gerne inden for en rimelig afstand. Nabo kan også være personer, der bor lige ved siden af eller i nærheden af én, fx i samme opgang eller på samme vej[1]. Altså kan ordet "Nabo" også anvendes som en generel betegnelse, der omfavner nedenstående.
2. Genbo: En genbo er en person, der bor lige over for én eller skråt over for én på samme vej eller i samme opgang.[2]
3. Underbo: En underbo er en person, der bor under én. At man kan betegne andre som underboere, kræver således, at man selv bor i en etageejendom af en art, hvor der nedenunder befinder sig en anden husstand.
4. Overbo: En overbo er en person, der bor over én. At man kan betegne andre som overboere, kræver således, at man selv bor i en etageejendom af en art, hvor der ovenover befinder sig en anden husstand.
5. Forbo: En person der bor foran én, men ikke på den anden side af vejen – Oftest parcel foran en koteletgrund.

I daglig tale benyttes betegnelsen genbo om alle ovenstående relationer ligesom personer der bor mere end én husstand væk kan betegnes som naboer.